# Final de la Copa del Món de Futbol de 2018
La final de la Copa del Món de Futbol de 2018 va ser partit de futbol per a determinar el guanyador de la Copa del Món de Futbol de 2018. Va ser la 21a final de la Copa del Món de Futbol, un campionat quadriennal disputat per les seleccions nacionals masculines de les associacions membres de la FIFA. El partit es va celebrar a l'estadi Lujniki a Moscou, Rússia el 15 de juliol de 2018 i va ser disputat per França i Croàcia.
Abans del 2018, l'única victòria de la Copa del Món de França havia estat el 1998 — encara que també van arribar a la final l'any 2006 — mentre que Croàcia va disputar la seva primera final de la Copa del Món. Ambdós equips van derrotar antics campions de la Copa del Món en el seu campió cap a la final: França va derrotar el guanyador de 1930 i 1950 Uruguai, Croàcia va derrotar el guanyador de 1966 Anglaterra i ambdós van derrotar el guanyador de 1978 i 1986 Argentina. Croàcia es va convertit en la tercera nació de l'Europa de l'Est en arribar a la final de la Copa del Món, i en la primera des que Txecoslovàquia va perdre la final contra Brasil el 1962.
França va guanyar el partit 4-2, havent-se posat al capdavant del marcador 2-1 durant la primera part per un autogol i un penal concedit per l'Àrbitre assistent de vídeo (VAR) el primer cop que es feia servir el sistema en una final de la Copa del Món. També va ser el primer cop que es va marcar un autogol en una final de la Copa del Món. França també va esdevenir el segon equip dels 32 de la Copa del Món en guanyar tots els partits de la fase eliminatòria sense jugar la pròrroga ni la tanda de penals després del Brasil el 2002. Com a guanyadora, França es va classificar per la Copa Confederacions 2021.

## Camí cap a la final
| Pos | Equip     | PJ | PG | PE | PP | GF | GC | DG | Pts | Classificació        |
| --- | --------- | -- | -- | -- | -- | -- | -- | -- | --- | -------------------- |
| 1   | França    | 3  | 2  | 1  | 0  | 3  | 1  | +2 | 7   | Avança a segona fase |
| 2   | Dinamarca | 3  | 1  | 2  | 0  | 2  | 1  | +1 | 5   | Avança a segona fase |
| 3   | Perú      | 3  | 1  | 0  | 2  | 2  | 2  | 0  | 3   |                      |
| 4   | Austràlia | 3  | 0  | 1  | 2  | 2  | 5  | −3 | 1   |                      |

| Pos | Equip     | PJ | PG | PE | PP | GF | GC | DG | Pts | Classificació        |
| --- | --------- | -- | -- | -- | -- | -- | -- | -- | --- | -------------------- |
| 1   | Croàcia   | 3  | 3  | 0  | 0  | 7  | 1  | +6 | 9   | Avança a segona fase |
| 2   | Argentina | 3  | 1  | 1  | 1  | 3  | 5  | −2 | 4   | Avança a segona fase |
| 3   | Nigèria   | 3  | 1  | 0  | 2  | 3  | 4  | −1 | 3   |                      |
| 4   | Islàndia  | 3  | 0  | 1  | 2  | 2  | 5  | −3 | 1   |                      |

## Partit

### Detalls
| França | 4-2     | Croàcia |
| ------ | ------- | ------- |
|        | Informe |         |

|  | Normes del partit - 90 minuts. - 30 minuts de pròrroga si cal - Tanda de penals si encara segueix en empat. - Màxim dotze substituts. - Màxim de tres substitucions, amb una quarta permesa durant la pròrroga. |